# William Withering
Pour les articles homonymes, voir Withering.
 (décembre 2014).
Si vous disposez d'ouvrages ou d'articles de référence ou si vous connaissez des sites web de qualité traitant du thème abordé ici, merci de compléter l'article en donnant les références utiles à sa vérifiabilité et en les liant à la section « Notes et références ».
William Withering (17 mars 1741 - 6 octobre 1799) est un botaniste, géologue, chimiste et médecin britannique, célèbre pour ses travaux ayant contribué plus tard à l'isolement de la digitaline.

## Biographie
Après ses études de médecine à l'université d'Édimbourg, il travaille à l'hôpital général de Birmingham à partir de 1779. Withering découvre fortuitement les propriétés tonicardiaques et diurétiques de la digitale pourpre en 1775. Le Dr Cawley, supérieur d'un collège d'Oxford, souffre depuis de nombreuses années d'hydropisie. Il tente de soigner cette maladie avec des saignées et des purgations. Au printemps 1775, Cawley rend visite à une guérisseuse-herboriste réputée de la région de Stafford surnommée (par la légende) « la mère Hutton ». La vieille femme lui recommande d'absorber une décoction de plantes. Son rétablissement est alors spectaculaire. Informé de cette guérison miraculeuse, Withering, botaniste chevronné, se rend chez Mother Hutton qui lui montre la vingtaine de plantes médicinales qui composent son remède. Le médecin met en évidence que l'herbe active est la digitale pourpre. Withering prescrit à ses patients cette plante en infusion et en poudre de feuilles séchées de manière à n'obtenir que l'effet diurétique désiré sans la survenue de diarrhées ou de vomissements. Il étudie la plante et isole la substance active contenue dans des feuilles de digitale qu'il nomme digitaline d'après son nom. En 1785, Withering publie la description de ses essais cliniques et l'indication sur la toxicité de la digitaline dans An Account of the Foxglove and some of its Medical Uses.
Il vit à Edgbaston Hall (transformé aujourd'hui en club de golf et en réserve naturelle) dans la ville de Birmingham. Il a été l'un des membres de la Lunar Society.
Withering est également célèbre pour avoir renoncé au système linnéen car celui-ci, utilisant des métaphores sexuelles pour caractériser les différentes plantes, était considéré comme inconvenant pour les femmes, nombreuses alors à s'intéresser à la botanique.
Il publie une flore britannique qui a eu une grande influence et connut de nombreuses rééditions, certaines posthumes. Enfin, il fait figure de pionnier dans la détermination des champignons.
Franc-Maçon ; Il est initié en 1763 à la "Lodge of Holyrood House St. Luke", à l'orient d'Edimbourg.